# 飛んで散れ
飛んで散れ（とんでちれ）は、上杉昇の1stシングル。

## 内容
- 上杉昇のソロ1stシングル。PATA(X JAPAN)とのコラボレーションシングル第１弾。
- PATAとの出会いは向山テツが主催したイベントTETSU NIGHTがきっかけ。その後、hideの７回忌追悼ライブに上杉とPATAが演奏しているRa:INが呼ばれ、その頃から自然とお互いの関係が深くなっていき今作に繋がる。

## 収録曲
1. 飛んで散れ
（作詞・作曲：上杉昇　編曲：PATA）
歌詞は上杉自身が1番怖いものを形にしたもので、「光」を怖いものにたとえ書かれている[1]。タイトルの飛んで散れには「たとえ玉砕しようがなんだろうが、まずは飛び出さなきゃ始まらない」という意味が込められている。
2. カナリア[RIPPED AWAY VERSION]
（作詞・作曲：上杉昇　編曲：堀越信康）
al.ni.coの3rdシングル『カナリア』をセルフカバー。元々は原曲がこのような形であり、上杉曰く元の形に戻したような作品。『飛んで散れ』は「表裏一体となって初めて見えてきたり、際立ってくるものがあるということをこの作品で表現したかった。」と上杉は述べており、その『飛んで散れ』の対極に持ってこれる曲を考えたときにカナリアが思い浮かび、al.ni.co向けにアレンジしたものではなく、元々の自分のデモテープとして存在したカナリアを再現した[1]。

## 参加ミュージシャン
- PATA：ギター（#1）
- 鈴木享明：ベース(#1、#2)キーボード(#1)
- HALKI：プログラム(#1)
- 堀越信康：ギター(#2)
- 向山テツ：ドラム(#2)

## 収録アルバム
- Blackout in the Galaxy(#1　リミックスバージョン)